# Stanislas-Marie Maillard
Stanislas-Marie Maillard, nascido em Gournay-en-Bray, França no dia 11 de Dezembro de 1763 e morto em Paris no dia 15 de Abril de 1794, hussardo de profissão, foi um personagem emblemático da Revolução Francesa.

## Biografia
Stanislas-Marie Maillard participa de forma marcante da Queda da Bastilha, em 14 de Julho de 1789, considerado marco inicial da Revolução Francesa. Depois desse feito, intitulando-se "Capitão dos Voluntários da Bastilha", toma parte ativa em todos as jornadas revolucionárias que se seguiram. Alinhado com a tendência «hebertista», foi encarregado pelo Comitê de Salvação Pública de organizar a polícia revolucionária. Foi também um dos líderes da Jornada de 5 e 6 de Outubro de 1789, quando da «Marcha das Mulheres» sobre Versailles. Improvisando-se como porta-voz da multidão vinda de Paris, sobe à tribuna da Assembléia Constituinte para ler a seguinte declaração: «Estamos em Versailles para pedir pão e, ao mesmo tempo, para punir os guardas de serviço que insultaram a cocarda patriótica.» Os manifestantes exprimem-se violentamente, notadamente contra a rainha Maria Antonieta, sobre quem as imprecauções mais assustadoras são lançadas.

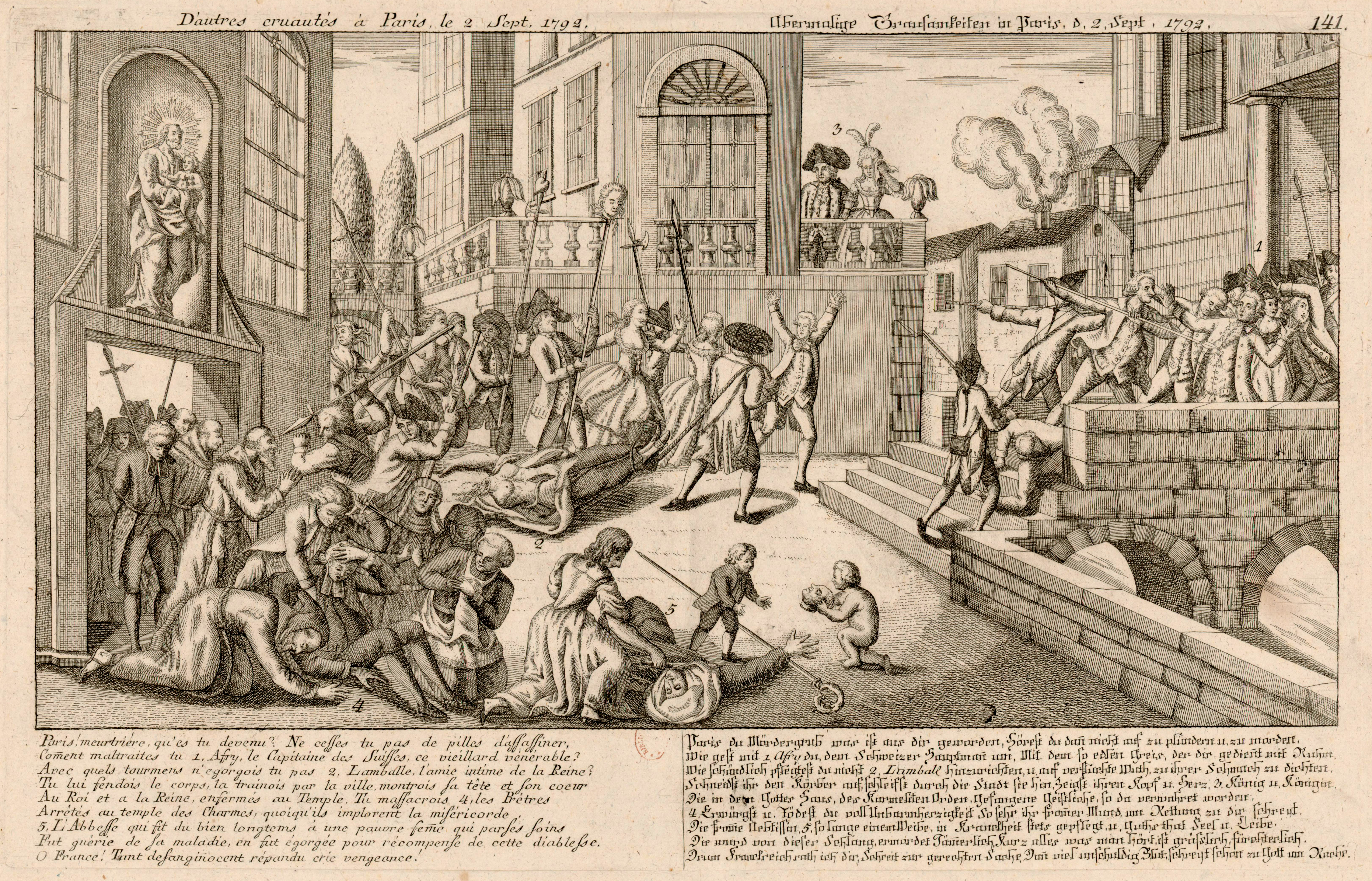
O Massacre da Princesa de Lamballe.

Nomeado capitão da Guarda Nacional, em 1790, assina, em 17 de Julho de 1791 a petição do Campo de Marte, reclamando a criação de uma República.
Encarregado pela Comuna de Paris, em Setembro de 1792, de por fim aos massacres de prisioneiros, vai desempenhar um papel controverso: acusado de dar-lhes maior amplitude, cobrindo-os sob um manto de legalidade, para uns, por outros é creditado como tendo «um papel providencial.» A posteridade vai conhecê-lo como o «grande juiz da Abadia», ou ainda como o «chefe dos matadores». Presidente de um tribunal improvisado na Prisão da Abadia, ele relaxa a prisão do Marquês Charles François de Virot de Sombreuil, salvo por sua filha Marie-Maurille, a quem a lenda conferiu o título de heroína. Sobre este episódio, Jules Claretie relata de segunda mão este retrato feito por uma testemunha ocular: «Maillard era um homem jovem com cerca de trinta anos, moreno, grande, olhar soberbo, cabelos em rabo-de-cavalo. Ele vestia nesse dia (2 de Setembro de 1792) uma roupa cinza com bolsos largos.»
Preso duas vezes no período do Terror como aliado dos Hebertistas, morre na miséria, de tuberculose.

## Ligações Internas
- Revolução Francesa
- Massacres de Setembro de 1792